# Zlatá ratolest

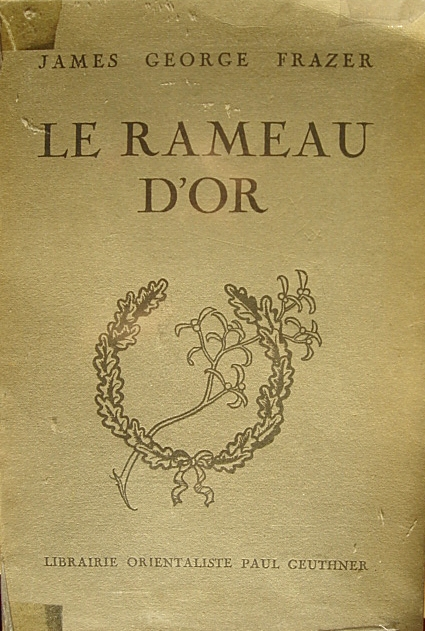
Zlatá ratolest

Zlatá ratolest (v originále The Golden Bough) je kniha napsaná skotským antropologem James Georgem Frazerem (1854–1941), která se zabývá mýtem, magií a náboženstvím. Poprvé byla publikována roku 1890 ve dvou svazcích. Mezi lety 1906–1915 vyšla kniha potřetí, kdy zahrnovala již dvanáct svazků. Frazer psal slohem, který byl snadno přístupný i laické veřejnosti, díky čemuž se kniha stala poměrně oblíbenou. Dnes by se Zlatá ratolest dala považovat za klasické dílo nejen antropologického bádání.
Autor se v tomto díle zabývá vznikem a počátky magie (kterou nazývá pseudovědou) u primitivních národů a dospěl k zajímavým definicím a dělení magie.
Magii, o které se ve svém díle zmiňuje, označuje jako sympatetickou a dále se zde zmiňuje o dvou typech kouzel. Prvním z nich jsou kouzla založená na zákonu podobnosti, která zde nazývá homeopatickou či imaginativní magií. Druhý typ nazývá kontaktní magií a jsou to kouzla založená na zákonech doteku.

## České překlady
- FRAZER, James George. Zlatá ratolest. Překlad Libuše Boháčková. Praha: Odeon, 1977. 741 s.
- FRAZER, James George. Zlatá ratolest. Překlad Věra Heroldová-Šťovíčková, Erich Herold. Praha: Mladá fronta, 1994. 632 s. ISBN 80-204-0488-0.
- FRAZER, James George. Zlatá ratolest. Překlad Věra Heroldová-Šťovíčková, Erich Herold. Plzeň: Vydavatelství a nakladatelství Aleš Čeněk, 2007. 671 s. ISBN 978-80-7380-017-8.